# Bracey (Virginia)
Bracey es un lugar designado por el censo situado en el condado de Mecklenburg, Virginia  (Estados Unidos). Según el censo de 2010 tenía una población de 1.554 habitantes.

## Demografía
Según el censo de 2010, Bracey tenía una población en la que el 85,2% eran blancos; el 11,6% afroamericanos; el 0,4% eran indios americanos y nativos de Alaska; el 1,3% eran asiáticos; el 0,1% hawaianos y otros isleños del Pacífico; el 0,1% de otra raza, y el 1,4% a partir de dos o más razas. El 1,7% del total de la población eran hispanos o latinos de cualquier raza.